# Skorvan
Skorvan är en ö i Finland. Den ligger i Finska viken och i kommunen Kyrkslätt i den ekonomiska regionen  Helsingfors i landskapet Nyland, i den södra delen av landet. Ön ligger omkring 26 kilometer sydväst om Helsingfors.
Öns area är 3,6 hektar och dess största längd är 300 meter i sydöst-nordvästlig riktning. Ön höjer sig omkring 10 meter över havsytan.